# Bjarne Laustsen
Bjarne Laustsen, né le 9 décembre 1953 à Skivum (Danemark), est un homme politique danois, membre de la Social-démocratie.

## Biographie
Engagé au sein de la Social-démocratie, il est conseiller municipal de Støvring de 1986 à 1993
Il est candidat aux élections législatives de 1990 mais ne remporte pas de siège, devenant seulement suppléant pour son parti dans sa circonscription. À ce titre, il entre au Folketing quand le député social-démocrate Arne Jensen décède en novembre 1992. Il n'est pas candidat à sa réélection en 1994.
Il se présente de nouveau aux élections législatives de 1998 et retrouve son siège de député. Il est ensuite continuellement réélu.
En novembre 2013, il devient commissaire de la garde nationale danoise, sa plus haute autorité civile. Søren Espersen lui succède à ce rôle en 2017.
Il devient président de la commission parlementaire sur l'emploi en 2020, un poste qu'il conserve après les élections législatives de 2022. 
En septembre 2024, il annonce qu'il ne sera pas candidat à un nouveau mandat lors des prochaines élections législatives. Quelques semaines plus tard, il cède sa présidence de commission à son collègue social-démocrate Thomas Skriver Jensen.